# Tiếng Pangasinan
Tiếng Pangasinan là một trong 12 ngôn ngữ chính tại Philippines. Tiếng Pangasinan thuộc nhóm Mã Lai-Đa Đảo của Ngữ hệ Nam Đảo giống như tiếng Tagalog hay tiếng Ilokano ở Philippines, tiếng Indonesia, tiếng Mã Lai hay tiếng Malagasy ở Madagascar. Ngôn ngữ này rất gần gũi với tiếng Ibaloi ở tỉnh Benguet láng giềng phía bắc.

## Phân bổ
Ngôn ngữ này được 1,5 triệu người Pangasinan sử dụng chỉ riêng ở tỉnh Pangasinan. Ngoài ra, tiếng Pangasinan còn được các cộng đồng người Pangasinan trên khắp Philippines và những người nhập cư Pangasinan tại Hoa Kỳ sử dụng. Tiếng Pangasinan là ngôn ngữ chính ở tỉnh Pangasinan, trên bờ biển phía tây khu vưc trun tâm của đảo Luzon và cũng có địa vị là ngôn ngữ chính thức cấp địa phương ở tỉnh này. Tuy nhiên vì dân số tỉnh Pangasinan là 2.343.086 người (2000) nên ngôn ngữ này chưa chiếm ưu thế tuyệt đối ngay trên xuất xứ của mình.